# 高寧陵
高宁陵是中国南北朝时宋明帝刘彧的陵墓。
高宁陵在今江苏省南京市北幕府山东南麓。472年四月十七，宋明帝驾崩。五月廿七，安葬明帝在高宁陵，庙号称为太宗。宋明帝皇后王貞風死后，同葬高宁陵。